# Enea Silvio Piccolomini (cardinale)
Enea Silvio Piccolomini (Siena, 22 agosto 1709 – Rimini, 18 novembre 1768) è stato un cardinale italiano.

## Biografia
Figlio di Ranieri e Camilla (Paola) Franceschi, apparteneva ad una famiglia che diede alla Chiesa cattolica due papi, Pio II e Pio III e tre cardinali: Giovanni Piccolomini (1517), Celio Piccolomini (1664) e Giacomo Piccolomini (1844).
Nel 1729 si stabilì a Roma e grazie alle sue conoscenze, in particolare il cardinale Juan Álvaro Cienfuegos Villazón e monsignore Nicola Casoni, chierico della Camera Apostolica, iniziò la sua carriera ecclesiastica: segretario delle Lettere Latine, referendario del tribunale della Segnatura (1738), oratore ai funerali di papa Clemente XII, consultore della Congregazione dei Riti (1743), presidente della Camera Apostolica (1745), governatore di Castelnuovo e Montone, prefetto degli Archivi (1750), commissario generale delle Armi (1759), sovraintendente degli Ergastoli, governatore di Roma e vice-camerlengo da novembre 1761 a settembre 1766.
Fu creato cardinale diacono da papa Clemente XIII nel concistoro del 26 settembre 1766. Il 1º dicembre 1766 ottenne il titolo cardinalizio di Sant'Adriano al Foro. Il 25 gennaio 1768 fu nominato legato pontificio in Romagna. Fu abate commendatario di Santa Maria di Galeata, di Santa Maria dell'Acque a Bologna e di Sant'Orsola a Cesena.
Morì a Rimini il 18 novembre 1768. I suoi resti riposano nella cattedrale cittadina.